# Erebia septorientalis
Erebia septorientalis är en fjärilsart som beskrevs av Goltz 1934. Erebia septorientalis ingår i släktet Erebia och familjen praktfjärilar. Inga underarter finns listade i Catalogue of Life.